# 박상익 (1953년)
박상익(朴相益, 1953년 ~ )은 한국의 역사학자이다.

## 생애
청주 생. 경희대 사학과 학사, 서강대 사학과 석사, 경희대 사학과 박사. 우석대 역사교육과 명예교수. 밀턴, 칼라일, 무교회주의와 김교신에 관심을 쏟고있다. 번역 문제에 관해 사회적 발언을 지속하고 있다.

## 저서
- 『언론자유의 경전 아레오파기티카』(소나무, 1999)
- 『굿모닝 밀레니엄』(공저·민음사, 1999)
- 『번역은 반역인가』(푸른역사, 2006) : 한국출판평론상
- 『밀턴 평전: 불굴의 이상주의자』(푸른역사, 2008)
- 『눈빛 맑은 십대에게』(공저·그물코, 2010)
- 『국가의 품격: 우리는 품격있는 국가에서 살고 싶다』(공저·한길사, 2010)
- 『나의 서양사편력 1, 2』(푸른역사, 2014)
- 『성서를 읽다: 역사학자가 구약성서를 공부하는 법』(유유, 2016)
- 『언론자유의 경전 아레오파기티카(전면개정판)』(인간사랑, 2016)
- 『김교신, 한국사회의 길을 묻다』(공저·홍성사, 2016)
- 『번역청을 설립하라』(유유, 2018)
- 『백년편지 1919~2019』(공저·대한민국임시정부기념사업회, 2019)
- 『박상익의 포토인문학』(정한책방, 2020)

역서
- 『서양문명의 역사 I, II』(소나무, 1994)
- 『옥스퍼드 영국사』(공역·한울, 1997)
- 『근대세계체제 I』 (공역·까치, 1999)
- 『나는 신비주의자입니다: 헬렌 켈러의 신앙고백』(옛오늘, 2001)
- 『호메로스에서 돈키호테까지』(푸른역사, 2001)
- 토머스 칼라일, 『영웅숭배론』(한길사, 2003)
- 『뉴턴에서 조지 오웰까지』(푸른역사, 2004)
- 토머스 칼라일, 『의상철학』(한길사, 2008)
- 『러셀의 시선으로 세계사를 즐기다』(2011)
- 『새로운 서양문명의 역사(상)』(소나무, 2014)

기획
- 『김교신 전집』(전8권, 부키, 2001~2002)